# Paus Alexander VI
Alexander VI, geboren als Roderic Llançol i Borja (Xàtiva (koninkrijk Valencia), 1 januari 1431 – Rome, 18 augustus 1503), was paus van 1492 tot 1503.

## Vroege carrière
Rodrigo Borgia was de neef van paus Calixtus III (alias Alfonso Borgia, die de Valenciaanse naam Borja heeft veranderd in een Italiaanse vorm). Op zijn 25ste had zijn oom, eerdergenoemde  paus Calixtus III, hem aangesteld als kardinaal-diaken en vicekanselier van de Rooms-Katholieke Kerk en later benoemd tot bisschop van Valencia. Paus Sixtus IV wijdde hem tot bisschop van Portus.

## Verkiezing
Op 6 augustus 1492 begon  in de Sixtijnse Kapel het conclaaf, dat Rodrigo Borgia koos als opvolger van paus Innocentius VIII. Daarbij speelde simonie een doorslaggevende rol. Zo beloofde Borgia kardinaal Ascanio Maria Sforza als vicekanselier aan te stellen en schonk hij hem zijn paleis met alles erop en eraan; aan kardinaal Giovanni Battista Orsini gaf hij de steden Monticelli, Soriano en Colonna, aan kardinaal Giovanni Michiel het bisdom Portus, aan Scelfatano de stad Nepi. Van de 23 kiezers waren er maar vijf die de steekpenningen weigerden.
Borgia werd vervolgens in de nacht van 10 op 11 augustus met overweldigende meerderheid tot paus gekozen. Op zijn bevel liet de ceremoniepriester onder het volk het bericht verspreiden met de boodschap: "De nieuwe paus is kardinaal Alexander VI, Rodrigo Borgia de Valencia. We zijn gered."

## Paus

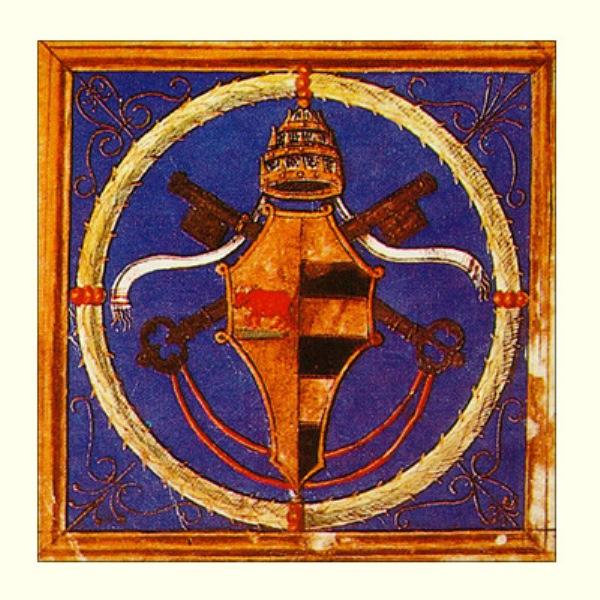
Het wapenschild van paus Alexander VI.

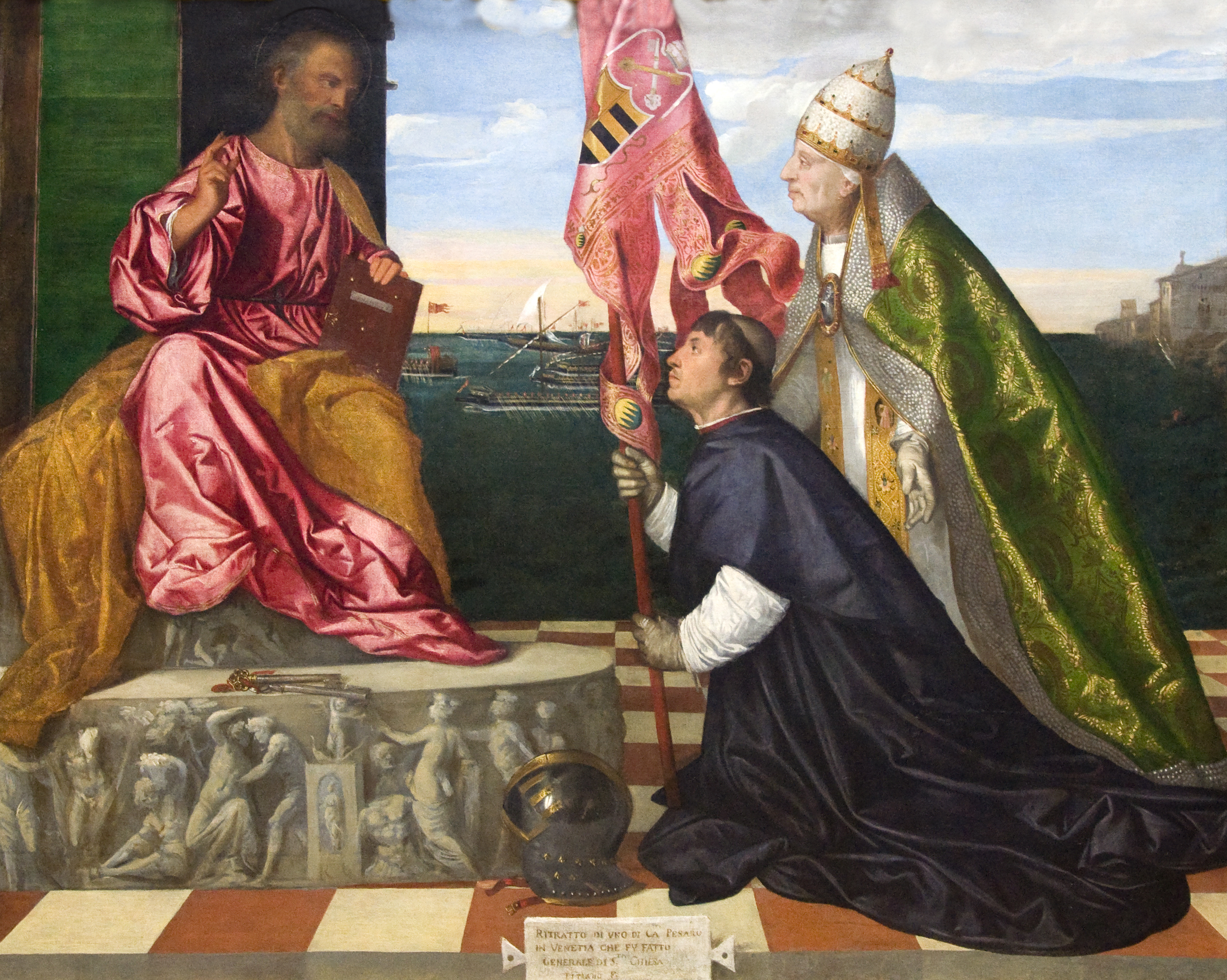
Titiaan, Alexander VI beveelt bisschop Jacopo Pesaro aan bij Petrus, circa 1507–1510, Koninklijk Museum voor Schone Kunsten Antwerpen

Een van zijn eerste daden als paus was de verdeling van het door Christoffel Columbus ontdekte Amerika. Portugal en Spanje maakten beide aanspraak op de 'nieuwe wereld'. Paus Alexander heeft met de bul Inter caetera de gebieden verdeeld.
Alexander VI had een maîtresse: Vannozza dei Cattanei (1442-1518). Toen Borgia paus Alexander VI werd, erkende Vanozza dat ze de moeder was van zijn vier nog in leven zijnde kinderen Juan, Cesare, Joffre en Lucrezia. Alexanders zoon Cesare, geboren in 1475 en gestorven in 1507, werd op zijn 6de apostolisch protonotarius en later bisschop van Pamplona. Toen zijn vader paus werd, werd hij door zijn vader in 1493 (op zijn 18de) tot kardinaal benoemd. Het was gebruik dat de tweede zoon de Kerk zou dienen. Doordat de eerste zoon, Pedro Luis, vroegtijdig overleed, werd Cesare, als tweede overgebleven zoon, aanvankelijk toch kardinaal. Echter, Cesare had vooral wereldlijke en militaire ambities; hij wilde de pauselijke legers aanvoeren. Na de moord op Juan werd Cesare inderdaad de aanvoerder van de pauselijke legers. Hiertoe legde hij, als jongste kardinaal ooit, zijn ambt weer neer.
De lievelingszoon van de paus, Juan, hertog van Gandia, kreeg de hertogdommen Benevento, Terracina en Pontecorvo. Om de banden tussen Italië en Spanje aan te trekken werd Juan uitgehuwelijkt aan María Enríquez de Luna, een nicht van Ferdinand II van Aragón en Isabella I van Castilië. Joffre (12) trouwde met Sancha van Aragón (16), de dochter van koning Alfons II van Napels.
Dochter Lucrezia werd eerst aan Giovanni Sforza uitgehuwelijkt. Op die manier dankte de paus kardinaal Ascanio Sforza voor zijn positieve stem tijdens het conclaaf. De paus zelf heeft het huwelijk van zijn dochter op het Vaticaan ingezegend. Later werd het huwelijk echter nietig verklaard omdat Sforza impotent zou zijn. Deze nietigverklaring maakte de weg vrij om het (politiek interessantere) huwelijk mogelijk te maken van Lucrezia met Alfons van Aragón, prins van Salerno en hertog van Bisceglie, zoon van koning Alfons II van Napels.
Het geluk van Lucrezia Borgia werd na twee jaar wreed verstoord doordat haar broer Cesare haar man om het leven bracht. Op 30 december 1501 liet men haar huwen met Alfonso I d'Este. Ook toen werden opnieuw gedurende een volle week bacchanalen georganiseerd.
Giuliano della Rovere, de latere paus Julius II, spoorde koning Karel VIII van Frankrijk aan zijn rechten over het koninkrijk Napels op te eisen. Hiertoe werden onderhandelingen gestart in Rome. Karel VIII wilde de kruistochten leiden naar Palestina en wist uit te onderhandelen dat Della Rovere kardinaal werd en domicilie mocht houden in Frankrijk. De Italiaanse expeditie, gesteund door de hertog van Milaan, Ludovico il Moro, begon met een overwinning voor de Fransen en koning Alfons II werd verdreven.

## 1493: bulInter caetera
De door Alexander VI op 4 mei 1493 uitgegeven pauselijke bul Inter caetera speelde een centrale rol in de Spaanse verovering van de in 1492 door Columbus ontdekte Nieuwe Wereld. Dit document legitimeerde de strategie van Spanje om zijn exclusieve recht op de ontdekte gebieden veilig te stellen. Het vestigde een demarcatielijn honderd mijl ten westen van de Azoren en de Kaapverdische Eilanden en kende Spanje het exclusieve recht toe om territoriale bezittingen te verwerven en handel te drijven in alle landen ten westen van die lijn. Alle anderen mochten de landen ten westen van de linie niet naderen zonder speciale vergunning van de heersers van Spanje. Dit gaf Spanje in feite een monopolie op de gronden in de Nieuwe Wereld.
De bul declameerde dat elk land dat niet door christenen werd bewoond, beschikbaar was om te worden "ontdekt", opgeëist en uitgebuit door christelijke heersers en verklaarde dat "het katholieke geloof en de christelijke religie verheerlijkt moeten worden en overal moeten worden vergroot en verspreid, dat de gezondheid van zielen moet worden verzorgd en dat barbaarse naties moeten worden omvergeworpen en tot het geloof zelf worden gebracht." Deze "Doctrine van Ontdekking" werd de basis van alle Europese claims in Amerika, evenals de basis voor de latere westerse expansie van de Verenigde Staten. In het Amerikaanse Hooggerechtshof in de zaak Johnson v. McIntosh uit 1823 oordeelde opperrechter John Marshall in de unanieme beslissing "dat het principe van ontdekking Europese naties een absoluut recht gaf op landen in de Nieuwe Wereld". In wezen hadden Amerikaanse Indianen slechts een recht van bewoning, dat kon worden afgeschaft. Deze doctrine werd in 2023 door de Heilige Stoel formeel herroepen.

## Franse inmenging

Desiderando nui, 1499

Op 31 december 1494 werd Rome door de Fransen bezet. Vanuit de Engelenburcht onderhandelde Alexander VI over een compromis. Op 15 januari 1495 trok Karel VIII, opnieuw verzoend met de paus, op veroveringstocht naar Napels. Zijn overwinning gaf aanleiding tot de oprichting van de Heilige Liga - de keizer, de paus (Rome), Venetië en Milaan - die hem op 6 juli versloeg in Fornovo.

## Persoonlijk leven
De paus beleefde een persoonlijk drama: Juan werd in de nacht van 14 op 15 juni 1497 vermoord. Zijn lijk werd uit de Tiber opgevist door vissers. Juans broers Cesare en Gioffre werden beiden verdacht, evenals Antonio Pico della Mirandola en kardinaal Ascanio Sforza, maar de moord werd nooit opgelost. Alexander beschouwde de moord als een straf uit de hemel en beloofde zijn leven te beteren en de Kerk te hervormen. Enige weken later troostte Giulia Farnese hem door hem een zoon te schenken die hij ook Juan noemde - en die hem zijn goede voornemens deed vergeten. Girolamo Savonarola, die zich tot taak had gesteld hem aan zijn beloften te herinneren, werd het zwijgen opgelegd op 23 mei 1498 door hem op de Piazza della Signoria (Florence) op een brandstapel te gooien.
De paus kwam onder steeds grotere invloed van zijn zoon Cesare. Die had het kardinaalspurper op 17 augustus 1498 geweigerd in de hoop te kunnen huwen met Carlotta van Aragón, dochter van de koning van Napels. Voor dit huwelijk had hij echter de steun van Frankrijk nodig. De paus richtte zich tot de nieuwe koning, Lodewijk XII van Frankrijk, die Cesare tot hertog van Valentinois benoemde. Desondanks weigerde Carlotta van Aragón met hem te trouwen en moest Cesare zich tevreden stellen met Charlotte van Albret, zuster van de koning van Navarra, met wie hij op 12 mei 1499 in het huwelijk trad.
Alexander VI had nog een zoon, Pier Luigi, de Romeinse infant genoemd, van wie werd beweerd dat hij de vrucht was van een incestueuze verhouding tussen de paus en zijn dochter Lucrezia. Een ander gerucht zegt dat hij niet de zoon van de paus was, maar die van Lucrezia en haar broer Cesare. Dit zoontje kreeg op driejarige leeftijd hertogdom Gandía.

## Overlijden
Op 6 augustus 1503 dineerde Alexander VI samen met Cesare bij kardinaal Adriano da Corneto. Enkele dagen later werden Alexander en Cesare beiden geveld door koorts. Cesare herstelde uiteindelijk, maar de paus overleed op 18 augustus 1503. Hij was 72 jaar oud. Er werd gespeculeerd over vergiftiging, maar hiervoor was de periode tussen diner en de eerste ziekteverschijnselen veel te lang.

## Media over de Borgia's
- Hella Haasse heeft een historische roman over de periode van de Borgia's geschreven, De scharlaken stad, waarin de Romeinse infante centraal staat.
- Mario Puzo schreef een geromantiseerde geschiedenis over de Borgia's, getiteld De Familie.
- In het in 2007 verschenen boek van Monaldi en Sorti, De twijfel van Salai, wordt een heel ander beeld van Alexander geschetst. Zijn beruchte reputatie zou grotendeels zijn terug te voeren op vervalste documenten en de laster van zijn tegenstanders. Monaldi & Sorti halen bronnen aan waarin Alexander juist een integere, hardwerkende functionaris binnen de Rooms-Katholieke Kerk wordt genoemd. Hun belangrijkste bron is het lijvige, uitvoerig gedocumenteerde boek Material for a History of Pope Alexander VI, his Relatives and his Time uit 1924, door de Vlaming Peter De Roo.
- Rodrigo Borgia (hier ook wel De Spanjaard genoemd) wordt met een aantal tijdgenoten ook als personage gebruikt in het videospel Assassin's Creed II en Assassin's Creed: Brotherhood.
- Een Canal+-productie Borgia en een Noord-Amerikaanse tv-serie getiteld The Borgias verhalen van het leven van de machtsbeluste paus Alexander VI en werd in 2011 uitgebracht.